# Robert Koch (football)
 (janvier 2024).
Robert Koch, né le 26 février 1986 à Löbau, est un ancien footballeur allemand.